# Brassica
Brassica és un gènere de plantes amb flors de la família de la col (brassicàcia). Conté més espècies rellevants en agricultura que cap altre gènere de plantes. Hi ha des de males herbes fins a híbrids i varietats hortícoles. La majoria són plantes anuals però també n'hi ha de biennals o petits arbusts. El gènere Brassica és natiu de l'oest d'Europa, les zones de clima mediterrani i regions de clima temperat d'Àsia.

## Usos
S'aprofiten quasi totes les parts segons les espècies, així l'arrel del nap la tija en el cas del (kohlrabi), les fulles en (col de cabdell, col de Brussel·les), flors (coliflor, bròquil), i llavors com la mostassa o l'oli de llavors Colza). Algunes cols són ornamentals.
Les espècies d'algunes Brassica serveixen d'aliment per a alguns lepidòpters.
A causa de la seva importància agrícola les plantes de Brassica han estat objecte de molt interès científic. La relació estreta entre 6 importants espècies (Brassica carinata, B. juncea, B. oleracea, B. napus, B. nigra i B. rapa) està descrita en la teoria del Triangle U.
Es considera que les espècies de Brassica tenen un valor nutricional molt alt, ja que proporcionen una gran quantitat de vitamina C i fibra dietètica a més de contenir propietats anticanceroses, antibacterianes i antivirals: 3,3'-diindolilmetà, sulforafà i seleni.

## Algunes espècies
Hi ha un cert desacord científic en la classificació del gènere Brassica. Als Països Catalans es presenten com autòctones o naturalitzades les marcades amb ∗
- B. balearica ∗,
- B. campestris - Mostassa
- B. carinata – Mostassa d'Abissínia per a produir biodièsel.
- B. elongata ∗
- B. fruticulosa - Mediterrani ∗
- B. juncea – Mostassa Índia. ∗
- B. napus - Colza ∗
- B. narinosa -
- B. nigra – Mostassa negra ∗
- B. oleracea - Col, Bròquil, Coliflor, Col de Brussel·les, Colrave ∗
- B. perviridis -
- Brassica rapa L. subsp. rapa - Nap, nap de bou o napicol
- Brassica rapa L. subsp. oleifera - Nabina o mostassa de Menorca ∗
- Brassica rapa L. subsp. campestris - Nap-i-col
- Brassica rapa subsp. chinensis (sinònim B. campestris) - Col xinesa o col de la Xina
- Brassica rapa subsp. pekinensis - Bleda xinesa
- Brassica rapa L. grup Ruvo, grelos (o, en italià, rapini o friarielli)
- B. repanda ∗,
- B. rupestris
- B. septiceps
- B. tournefortii ∗